# Романов, Дмитрий Зотович
Дмитрий Зотович Романов (1866 — ?) — крестьянин, депутат Государственной думы II созыва от Тамбовской губернии.

## Биография
Крестьянин села Братково Борисоглебского уезда Тамбовской губернии. Окончил начальную школу. Занимался хлебопашеством на 4 десятинах земли.
11 февраля 1907 избран в Государственную думу II созыва от общего состава выборщиков Тамбовского губернского избирательного собрания. Вошёл в состав Трудовой группы и фракции Крестьянского союза.
Дальнейшая судьба и дата смерти неизвестны.

### Рекомендуемые источники
- 3емцов Л. И. Крестьяне Центрального Черноземья в Государственной думе I созыва // Крестьяне и власть. Тамбов, 1995;
- Тамбовская энциклопедия. Тамбов, 2004.

### Архивы
- Российский государственный исторический архив. Фонд 1278. Опись 1 (2-й созыв). Дело 369; Дело 575. Лист 26.